# Inés Arteta
Inés Arteta (Buenos Aires, 25 de agosto de 1962) es una escritora, profesora y licenciada en Historia por la Universidad de Buenos Aires.

## Carrera
Fue profesora de inglés en Instituto Cultural Argentino Norteamericano (ICANA) y Directora del Departamento de Adolescentes de la misma institución. Se recibió de Profesora en 1996 y de Licenciada en Historia en 1997 en la facultad de Filosofía y Letras de la UBA. Luego, fue profesora de Historia, FEC y History en al Colegio San Andrés.
Ha dictado talleres en EMA (Esclerosis múltiple), en la Unidad 24 del Servicio Penitenciario de Florencio Varela y en Pasaje Bollini. Escribió no-ficción para la revista Babia de Lomas de Zamora y para la revista Bamboo. Ha escrito como ghost writer para diversos clientes.
En la actualidad es Profesora en la Universidad del Salvador, coordina talleres de lectura y escribe reseñas para Revista Otra Parte.

### Escritora
Arteta se inició en la ficción mientras escribía su tesis de licenciatura y le llevó a su director de tesis la “carta apócrifa de Artigas a su amante charrúa” y él tomó como auténtica.  Luego con cuentos que recopiló en un volumen que prefirió no publicar, titulado El robo. Su obra se centra en las relaciones familiares y de pareja, el conflicto de género y la injusticia social. Se ve influenciada por las norteamericanas Eudora Welty, Carson McCullers, Flannery O´Connor y Lorrie Moore por su fascinación por lo mostrado y no dicho. De Argentina; Silvina Ocampo, Sara Gallardo y Antonio Di Benedetto. 
Escribe Leopoldo Brizuela sobre Arteta: “Como los relatos de Chejov, de Natalia Ginzburg, de Julio Ramón Ribeyro, los cuentos de Inés Arteta quedan en la memoria menos por lo que cuentan que por la calidad inconfundible de su voz. Por su tono melancólico e implacable, por la seguridad y la precisión de su critica. Y sobre todo, por el oído con que deja colarse el habla de sus personajes, esa precariedad de sus palabras, esa ferocidad aterradora que traslucen sus silencios.
El mundo pintado por Arteta no es más que la superficie de un mar incognoscible, y probablemente siniestro; sus palabras, del mismo modo, logran evocar todo aquello que no podemos decir, aquello que, en su anomia, nos tiene a su merced y nos aterra”.

### Libros publicados
- La otra mitad del universo (1ª edición). Libros del Zorzal. 2020. ISBN 978-987-5997-01-1.
- Chicas bien (1ª edición). Deldragón. 2007. ISBN 978-950-9015-40-1.
- El mismo río (1ª edición). Deldragón. 2008. ISBN 978-950-9015-53-1.
- Juego de mujeres (1ª edición). Alción Editora. 2015. ISBN 978-987-646-546-5.
- La 21/24 - Una crónica de la religiosidad popular frente al desamparo (1ª edición). Continente. 2016. ISBN 978-950-754-599-3.[6]
- Los Caimanes (1.ª edición). Libros del Zorzal. 2019. ISBN 978-987-599-522-9.[7]
- La madre de la noche, Notanpuán, 2023,   ISBN 9789874857231

### Premios
- 2004: Finalista en Ferney Voltarie, Francia, en el concurso “Encuentro de dos mundos”, por el cuento Noche de Búhos.
- 2005: En España, Alcantarilla; finalista en el certamen de cuentos de humor Jara Carrillo por el cuento El Distribuidor. Finalista en el concurso “A quien corresponda” de la revista literaria mexicana con el cuento Cabeza de Tigre. Primer finalista en Sant Adriá de Besós, España, en el “Concurso de relatos breves” con el cuento Cama sin Sábanas.
- 2006: En Francia, nuevamente finalista en “Encuentro de dos mundos” con el cuento El mal de ojo.
- 2006: En Argentina: 2do premio “Honorarte, Letras de oro” por el cuento El robo.
- 2006: Finalista en el concurso de relatos breves del día de la Mujer, Navalmoral de la Mata, España, con el cuento El sótano.
- 2006: En Argentina: 2.º premio “Honorarte, Letras de oro” por el cuento El robo.
- 2006: La novela El mismo río fue finalista en la long list del Premio Herralde.
- 2006: España, primer finalista nuevamente en el “Concurso de relatos breves” de Sant Adriá de Besós, con el cuento El 08.
- 2007: Primer premio de cuento “Daimon Arte”, Buenos Aires, (jurado formado por Ariel Bermani, Laura Massolo y Leopoldo Brizuela), por el cuento La mujer del colectivo.
- 2007: Primer Premio Nacional Inarco a las Letras por la novela El mismo río.[8]
- 2008: Finalista en el premio “Daimon Arte”, Buenos Aires, por el cuento La mujer del Taxi.
- 2009: Primer Premio Internacional Sexto Continente, por el cuento La mujer del Taxi, en España.
- 2014: Finalista en BAN! Buenos Aires Negra 2014, por la novela, Los Caimanes.
- 2016: PRIMER PREMIO MUNICIPAL DE LITERATURA, especial E. Mallea de novela inédita, bienios 2010/11 por la novela Las Pereira.
- 2016: Finalista en concurso de género negro “Córdoba mata” por la novela Los Caimanes.[9]